# Trebisacce
Trebisacce ist eine italienische Gemeinde in der Provinz Cosenza in der Region Kalabrien mit 8627 Einwohnern (Stand 31. Dezember 2023).
Trebisacce liegt 93 km nordöstlich von Cosenza und hat einen Bahnhof an der Bahnstrecke Tarent–Reggio di Calabria.
Die Nachbargemeinden sind: Albidona, Plataci und Villapiana.

## Umgebung
Rund zwei Kilometer westlich des Ortskerns befindet sich der archäologische Park Broglio. Hier wurde auf dem Hügel Broglio di Trebisacce eine nach diesem benannte vorgeschichtliche Siedlung entdeckt, die seit den 1970er Jahren fast ununterbrochen archäologisch erforscht wird. Sie bestand von etwa 1700 bis um 700 v. Chr. Funde mykenischer Keramik belegen Handelskontakte mit dem mykenischen Griechenland ab ca. 1400 v. Chr., die sich im 13. Jahrhundert v. Chr. intensivieren und bis mindestens 1100 v. Chr. nachweisbar sind. Neben originaler, in Griechenland hergestellter, mykenischer Keramik kamen auch viele Fragmente sogenannter italo-mykenischer Keramik ans Licht. Dabei handelt es sich um Gefäße, die in stark mykenisierendem Stil bemalt sind, aber in Italien hergestellt wurden.

## Städtepartnerschaften
- Mazara del Vallo, Italien

## Söhne und Töchter der Stadt
- Giuseppe Bellusci (* 1989), Fußballspieler
- Massimiliano Gatto (* 1995), Fußballspieler